# Le Crobag
Le Crobag is een Duitse winkelketen met 125 vestigingen en een omzet van circa 90 miljoen euro (eigen informatie, begin 2020). De naam is gevormd als een acroniem van de Franse  croissant en baguette . Het assortiment omvat gebak, salades en warme en koude dranken. De meeste winkels bevinden zich in treinstations en worden grotendeels beheerd door franchisenemers. Le Crobag is vertegenwoordigd in ongeveer 35 Duitse steden. Buiten Duitsland zijn er nog verkoopwinkels in Oostenrijk en Polen. Het aantal medewerkers inclusief de franchisenemers bedraagt circa 1.250 (stand 2019). 

## Geschiedenis
De eerste winkel werd in 1981 geopend door Christian Knoop-Troullier in het Centraal Station van Hamburg, aanvankelijk onder de naam “Le Croissant”. Eind 1998 werd Le Crobag overgenomen door de Neuhauser Group gevestigd in Folschviller (Frankrijk). In de zomer van 2014 verkocht Alfred Neuhauser zijn aandelen in de Neuhauser Group aan de mede-aandeelhouder en al lang bestaande Franse meelleverancier, Groupe Soufflet. Deze groep nam ook het management van Le Crobag over. In maart 2018 nam het Italiaanse Autogrill alle aandelen van Le Crobag GmbH & Co. KG over.

## Producten
In 1981 bestond het assortiment aanvankelijk uit zes originele Franse Viennoiseries-specialiteiten: de naturel croissant, drie zoete varianten (de chocolade- en marsepeincroissant en de appelzak) en twee hartige snacks (de kaas- en ham-kaascroissant). Deze klassiekers zitten nog steeds in het assortiment. Inmiddels is het aanbod echter uitgebreid tot een totaal van circa 100 producten. Gemiddeld biedt een Le Crobag-winkel zo'n 45 producten aan.